# Афронемцы

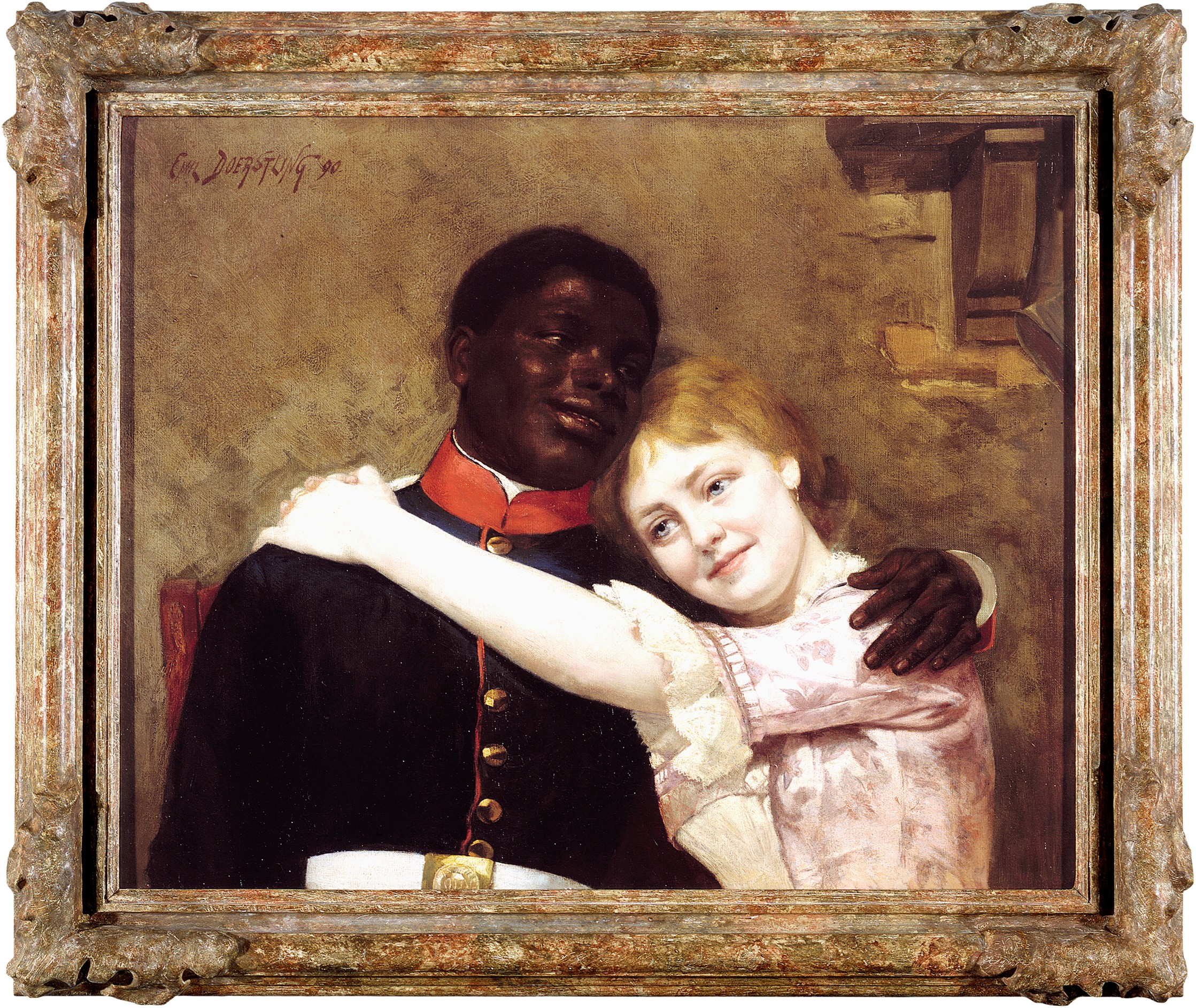
Дёрстлинг, Эмиль, Прусское любовное счастье, 1890 год.

Афроне́мцы (нем. Afrodeutsche, schwarze Deutsche, реже Schwarze Deutsche) — немецкие граждане африканского происхождения, а также лица, которые родились от смешанных браков немцев с темнокожими.
Проживают в таких городах, как Гамбург, Берлин, Франкфурт, Мюнхен и Кёльн. Численность афронемцев превышает 70 тысяч человек. Термин «афронемец» придумала в 1984 году Одри Лорд вместе с группой чернокожих активисток в Берлине, тем самым дав начало чёрному движению в Германии.

## Происхождение и контекст
Выражения «афронемцы» и «чёрные немцы» изначально были всего лишь самоназваниями Нового Черного движения, которое сформировалось в начале 1980-х годов. Они зародились в результате усилившейся политизации темнокожего населения Германии в ходе попыток отбросить или подвергнуть сомнению внешние стереотипы, посредством самопознания, прояснения своей идентичности и истории развить образ и концепцию себя и дать себе имя. Термин «афронемец» был создан по инициативе американской активистки Одри Лорд по аналогии с «афроамериканцем». Термины «афронемец» и «чёрный немец» связаны с концепциями расширения прав и возможностей, эмансипации и политики идентичности, также они относятся к борьбе с дискриминацией и расизмом. Ими часто заменяют воспринимаемые уничижительно, с оттенком превосходства большинства над меньшинством слова Mohr (мавр), Neger (негр), Farbiger (цветной). В словаре «Дуден» понятие «афронемец» появилось начиная с 24 издания, в июле 2006 года, ранее оно было представлено в словаре синонимов «Дуден».
Широко известными организациями афронемцев или черных немцев в Германии являются общества «Инициатива Черных Людей в Германии» (ISD — Initiative Schwarze Menschen in Deutschland) и «Черные немецкие женщины и черные женщины в Германии — Schwarze deutsche Frauen und Schwarze Frauen in Deutschland» (ADEFRA), обе организации базируются в Берлине. Аналогичная организация в области киноиндустрии была основана в 2006 году, а именно «Черные кинематографисты в Германии» (SFD — Schwarzen Filmschaffenden in Deutschland).Интернет-портал Afrotak TV cyberNomads был создан в 2001 году в качестве афронемецкого медиа-архива и социальной сети по темам, касающимся образа жизни лиц африканского происхождения и мигрантов. С 2017 года партнером портала по теме «Профилактика расизма и расширение прав и возможностей чернокожих» является берлинская образовательная инициатива «Each One Teach One» (EOTO) в рамках программы Федерального министерства по делам семьи, пожилых граждан, женщин и молодёжи «Demokratie Leben! (живем в демократии!)». По примеру одноименных акций в США в течение нескольких лет в некоторых крупных немецких городах были организованы так называемые месячники черной истории, призванные привлечь внимание к корням афрогерманцев и других чернокожих, а также их социальному положению в Германии. В 2004 году портал Afrotak TV cyberNomads (совместно с Домом Культур Мира и другими партнерами) представил премию May Ayim Award, «первую Панафриканскую международную литературную премию чернокожих немцев». Награда присуждалась немецкой секцией ЮНЕСКО как проект в память о работорговле и ее отмене.

## История

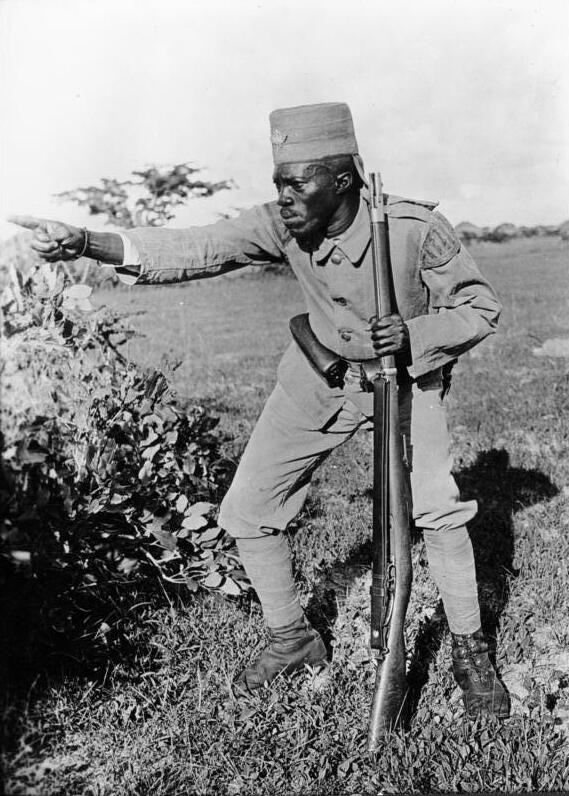
Солдат-аскари в немецкой Восточной Африке (около 1916 г.).

Первые «африканские туземцы» появились в Германии в XVII веке.
В 1884 году Германская империя, которая участвовала в так называемой гонке за Африку, усилившейся после конференции за Конго 1884—1885 годов, приобрела многочисленные колонии в Африке. В результате сложившихся связей впервые со времен античности начался заметный приток темнокожих людей в Германские земли. Среди них были темнокожие, которые выставлялись на ярмарках и путешествовали с бродячими цирками. Колониальный режим также предоставлял благоприятные условия так называемым колониальным авантюристам, таким как Эрнст Хенричи. В колониях многие местные жители обучались в немецкоязычных школах, работали переводчиками на колониальную администрацию или стали частью немецких колониальных войск, так называемыми аскари. Во время Первой мировой войны около 40 000 немецких солдат-аскари приняли на себя основной удар в столкновении с британскими войсками в немецкой Восточной Африке. После окончания Первой мировой войны немецкие ветераны-аскари получили пожизненную пенсию от Веймарской республики. Выплата пенсий бывшим аскари была возобновлена Федеративной Республикой Германии с начала 1960-х годов до смерти последнего аскари в конце 1990-х годов. Принц Камеруна Александр Дуала-Белл в 1915 году сражался в битве при Галлиполи за германскую империю, будучи вюртембергским королевским офицером, хотя его отец, король Рудольф Манга Белл, был казнен в 1914 году немецким колониальным режимом Камеруна за измену.
В 1906—1907 годах был издан ряд указов губернатора о запрете на заключение брака с «туземцами». Несмотря на это, численность выходцев из африканских колоний Германии возрастала.
Согласно Постановлению, принятому в 1906 году, отныне каждому африканцу, выезжающему в Германию, приходилось уплачивать залог.
Наконец, в 1910 году кайзером Германии было издано специальное распоряжение, по которому подтверждался ранее принятый закон о протекторатах: в правовом отношении дети-мулаты занимают то же положение, что и «туземцы».
Ситуация решительно изменилась в Веймарской Республике . Теперь афронемцы могли претендовать на приобретение германского гражданства.
Большая часть туземцев являлись выходцами из германских колоний: Тоголенда, Камеруна, Юго-Западной и Восточной Африки.
В период Веймарской республики и национал-социализма в Германии проживало от одной до трех тысяч темнокожих. В то время они в основном происходили из бывших немецких колоний в Африке. Расистские тенденции в веймарский период, распространение расовых теорий и оккупация союзниками Рейнской области привели к тому, что многих из детей, рожденных немецкими женщинами от чернокожих отцов (например, французских солдат, происходивших из колоний), называли оскорбительным словом «рейнландские ублюдки». В своей программной книге Mein Kampf Адольф Гитлер приписывал пребывание чернокожих французских солдат в оккупированной Рейнской области запланированным действиям евреев. В период нацизма немногие чернокожие, жившие в Германии, часто становились жертвами дискриминации и преследований, иногда подвергались принудительной стерилизации и как правило помещались в концентрационные лагеря. Одной из самых первых жертв стал Хилариус Гильгес. В соответствии с Нюрнбергским законодательством от 1935 года «цыгане, негры и их ублюдки» выявлялись в соответствии с расистскими критериями и приравнивались к евреям, что приводило к дискриминации и преследованиям. Известными афронемцами, жившими в Германии в этот период, являются Фасия Янсен, Ханс-Юрген Массакуа, Теодор Вонджа Михаэль, Герт Шрамм и Байюме Хузен.
Только после Второй мировой войны прекратилась открытая дискриминация и преследование афронемцев, но, как и прежде, среди населения сохранялись значительные предубеждения по отношению к чернокожим, живущим в Германии. Многие дети наполовину афроамериканского, наполовину немецкого происхождения, так называемые «коричневые» дети и их родители подвергались дискриминационным ограничениям в западных зонах оккупации, а затем и в молодой Федеративной Республике. После 1945 года многие африканцы снова мигрировали в Западную Германию на протяжении многих лет, поэтому сегодня афронемецкая община стала больше, чем когда-либо прежде.
В ГДР также проживало черное меньшинство, которое состояло в основном из работавших там по контракту граждан «братских социалистических стран» Африки, преимущественно Анголы и Мозамбика, а также их потомков. Кроме того, следует упомянуть о «детях Намибии в ГДР». Большинство чернокожих, которые жили в ГДР, после объединения Германии вернулись на родину, нередко им неизвестную, но часть предпочла остаться. Получил известность случай Альберто Адриано, который в июне 2000 года был избит тремя неонацистами в Дессау и несколько дней спустя скончался от полученных травм. В ГДР «политкорректным» наименованием темнокожего было «цветной» (Farbige).
В 1980-е гг. под влиянием активистов Движения за гражданские права в США, таких как Одри Лорд, среди многих афронемцев появилось более глубокое понимание вопросов своей идентичности, своих общих интересов в немецком обществе. Сложившееся в результате движение назвало себя Новым Черным движением после того, как активисты осознали, что уже к началу XX в. в крупных немецких городах, особенно в Берлине и Гамбурге, существовали «черные» клубы и общества. Активистом Нового Черного движения и основателем «Критического исследования белых» в Германии была преподаватель Мэй Айим (May Ayim). Опубликованная ею в 1986 г. в соавторстве с Катариной Огунтойе (Katharina Oguntoye) и Дагмар Шульц (Dagmar Schultz) книга «Признать цвет (Farbe bekennen)» дала важный импульс политической активности, осознанию своей идентичности, а также налаживанию контактов между темнокожими в Германии.
С 1990-х гг. в немецком обществе стало гораздо более выраженным присутствие темнокожих, в особенности в спорте, а средства массовой информации стали все чаще замечать афронемцев. Тем не менее небольшая часть футбольных болельщиков откровенно расистским образом реагировала на выступления чернокожих футболистов в конце 1990-х гг.. Расизму 1990-х гг. афронемцы ответили общественной самопрезентацией и контрпрезентацией. Короткометражный фильм «Schwarzfahrer (то есть безбилетник, досл. „черный ездок“)», снятый в 1992 году, в котором изображается ксенофобский конфликт между пожилой белой женщиной и молодым чернокожим мужчиной в берлинском трамвае, выиграл «Оскар» 1994 года. Рэп «Чужой в собственной стране» (Fremd im eigenen Land) группы Advanced Chemistry в 1992 году стал песней протеста против расизма, где стереотипы большинства опровергались с точки зрения осознавшего себя афронемца. В год Чемпионата мира по футболу 2006 года в Германии широко обсуждались преследования и опасность для чернокожих в так называемых «запретных зонах» новых федеральных земель.

## Настоящее время

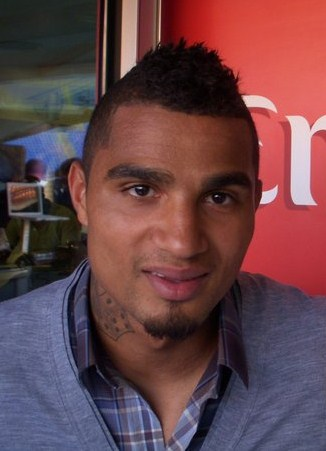
Футболист Кевин-Принс Боатенг (2011 г.).

По оценке организации Initiative Schwarze Menschen in Deutschland (ISD), в 2008 году численность афронемцев составляла до 500 000 человек.
Наиболее крупные сообщества чернокожих и афронемцев существуют в Берлине и Гамбурге; в одном только Берлине около 70 000 человек (около 2 % населения) имеют африканское происхождение. Другие центры афронемецкой общины существуют в Мюнхене, Бремене, Кельне, Франкфурте-на-Майне, Дюссельдорфе и в Рурской области. Поскольку нет и невозможно дать точного научного определения понятия «черный» (см. критику расовой теории), это приблизительная оценка. Большинство афронемцев, живущих в Германии сегодня, являются натурализованными африканскими иммигрантами и их потомками, так называемыми «детьми оккупации» с американскими, британскими или французскими родителями, а также детьми студентов, моряков, гастарбайтеров или работавших по контракту специалистов африканского происхождения. У многих афронемцев также есть родитель, родившийся в Германии.
В Германии доля чернокожего населения значительно выше, чем в странах Восточной и Юго-Восточной Европы или Скандинавии, но все же значительно ниже, чем во Франции, Великобритании, Португалии и Нидерландах. Это имеет в основном исторические причины. В то время как германская колониальная империя существовала недолго, британские, французские и португальские колонии сохранились в Африке и в XX веке; Франция, Великобритания и Нидерланды по-прежнему имеют территории в Карибском бассейне.
Положение и проблемы чернокожих в Германии сегодня являются предметом более интенсивных исследований. Социолог Нкечи Мадубуко обнаружил, что столкновение со стереотипами и предрассудками подвергает чернокожих ученых более сильному культурному шоку, на который они реагируют определенными поведенческими паттернами. Нередко им приходится делать гораздо больше в своих областях знаний, чем другим, чтобы получить равное социальное признание.
В своих «Теневых отчетах» за 2011 год Европейская сеть против расизма (ENAR — Europäische Netzwerk gegen Rassismus) обнаружила, что лица африканского происхождения уязвимы для расовой дискриминации, особенно из-за их заметности. В некоторых странах ЕС эта проблема усугубляется продолжающимся экономическим кризисом. В отношении Германии следует отметить, что афронемцы в большей степени подвержены дискриминации на рынке труда, чем европейские иммигранты или иммигранты из Турции. Также на немецком рынке жилья афрогерманцы будут подвергаться дискриминации. В этой работе сообщается о многих формах отчуждения чернокожих людей из-за бытового расизма, например, из-за расового профилировавния со стороны органов власти, отдельных служащих и должностных лиц.
В еженедельном журнале Die Zeit сообщалось, что немецкий капитан Нтагахорахо Бурихабва (род. в 1981 г. в Зигене), соучредитель солдатской ассоциации Deutscher.Soldat eV, нашел в Бундесвере ту область, где цвет его кожи не играл никакой роли, поскольку в армии к нему относились на равных, в то время как в своей гражданской жизни он сталкивался с дискриминацией. Другим афрогерманцем, который особенно привлекает внимание средств массовой информации, является футболист Кевин-Принс Боатенг, который активно борется с расизмом и в марте 2013 года участвовал в конференции ООН на тему «Расизм и спорт».
22 сентября 2013 года Карамба Диаби (СДПГ — Социал-демократическая партия Германии) и Чарльз М. Хубер (ХДС — Христианско-демократический союз Германии) стали первыми лицами афронемецкого происхождения, избранными в бундестаг Германии. Оба имеют сенегальские корни.